# キロメートル毎時
キロメートル毎時（キロメートルまいじ、英: kilometre per hour、 記号：km/h）は、速さの単位である。ただし国際単位系（SI）では、「速さ」「速度」の単位としている（速さと速度の違いについては、速度#速度と速さを参照のこと）。
1キロメートル毎時は「1時間に1キロメートルの（距離を進む）速さ」を示す。
口頭では「時速○○キロ (メートル)」と表現され、誤解のおそれのない場合は、さらに「時速」と「メートル」を省略して単に「○○キロ」と表現されることがある。

## 一貫性との関係
速さと速度のSI単位はメートル毎秒である。「時」はSI併用単位であり、それを組み立てたキロメートル毎時はSI併用単位となる。日本の計量法では速さの単位としてメートル毎時を認めており、これにはSI接頭語をつけることが許されているため、その1000倍の速さであるキロメートル毎時 (km/h) も使用して良いこととなる。
国際単位系 (SI) における一貫性 (単位系)のある組立単位は、メートル毎秒 (m/s)だけである。キロメートル毎秒 (km/s)、メートル毎時 (m/h)、キロメートル毎時 (km/h) はいずれも一貫性がない。しかし、運輸、旅行に関する速さの計量においては、キロメートル毎時 (km/h)が感覚的に分かりやすいため、鉄道・自動車その他の交通用具の速度表示に多く用いられている。

## 単位記号
単位記号はkm/hまたはkm·h−1であるが、英語圏などではkph, kmph, km/hrなどのようにも書かれる（p は per の略記）。ただし、日本の計量法体系では1951年（昭和26年）の計量法制定以来km/hのみが認められており、その他の記号は使うことができない。

### 記号の経緯
メートル条約調印から4年後の1879年、国際度量衡委員会 (CIPM) は当時の国際度量衡総会 (CPGM) の支援の下、様々なメートル単位の記号を提案した。その中には、「キロメートル」を表す記号「km」の使用も含まれていた。
1948年、CGPMは国際単位系 (SI) の準備作業の一環として、普遍的に合意された記号を持たない多くの単位の記号を採用した。その結果、「km/h」、「km h-1」、「km·h-1」の3つの形式のうちの1つで、「km/h」は「キロメートル毎時」の有効な表現となった。
国際単位系は、単位記号は略語ではなく、特定の規則を用いて表記すると明記している。ダンルー・デュメニル(Maurice Danloux-Dumesnils)はこの区別を次のように説明している。
マクスウェルによれば、測定の結果を書き留めておくと、数値が単位を乗算することはすでに述べたとおりである。したがって，単位の名前は，ある種の代数記号に置き換えることができる。この記号は単なる略語ではなく、化学記号のように、正確で規定された方法で使用しなければならない記号である。
国際単位系による記法、つまりkm/h（km h-1、またはkm·h-1）の使用は、現在では、SI単位であるメートル毎秒（m/s、m s-1、またはm·s-1）に加え、健康と安全に関連する多くの分野や計量の分野で世界中で採用されている。

### 公式に使用されている代替略語
- km/j、km/jam（インドネシア・マレーシア）
- km/t、km/tim（ノルウェー・スウェーデン、km/hも使用）
- kmph（スリランカ・インド)
- กม./ชม.（タイ、km/hrも使用)
- كم/س or كم/ساعة（アラビア語圏、km/hも使用）

## 規制用途

世界の交通標識の最高速度単位。
キロメートル毎時（km/h）
マイル毎時（mph）
両方
速度制限単位なし

自動車が誕生して間もない頃、各国は独自の道路標識を開発していた。1968年、国際連合経済社会理事会の支援のもと、世界の道路標識を調和させるために「道路標識及び信号に関するウィーン条約」が作成された。それ以来、多くの国がこの条約に署名し、その提案を採択している。この条約によって直接認可されているか、または条約の影響を受けている速度制限標識を以下に示す。

日本の最高速度50km/h標識
大韓民国の最高速度50km/h標識
朝鮮民主主義人民共和国の最高速度40km/h標識
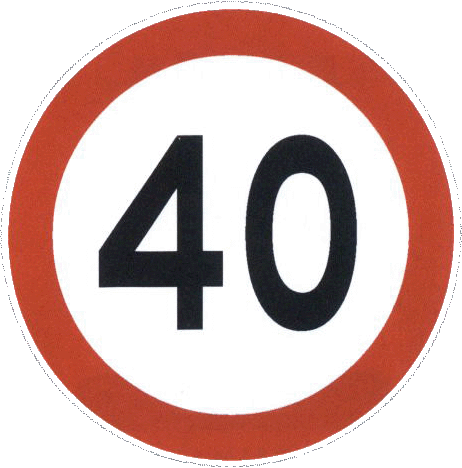
中華人民共和国の最高速度40km/h標識
ハンガリーの最高速度100km/h標識
スウェーデンの最高速度30km/h標識 - 黄色の背景は、雪が道路標識の背景を覆っている場合にコントラストを与えている[9]
アイルランドの最高速度標識の「km/h」という文字は、略語ではなく記号なので、「kilometres per hour」（英語）と「ciliméadar san uair」（アイルランド語）の両方を表している[10]
メキシコの最高速度50km/h標識
アラビア数字（下）とアラビア文字（上）の60km/h制限速度（アラブ首長国連邦）
サモアはマイル毎時とキロメートル毎時の両方を使用している
アメリカ合衆国の最高速度80km/h標識（通常はマイル毎時だが、カナダやメキシコとの国境付近では、km/hの標識が認められている）
フィンランドの水路の最高速度9km/h標識

1972年にEUは指令を発表し（1979年にイギリスとアイルランドを考慮して改訂）、加盟国はCGS単位系の使用を廃止し、国際単位系（SI）を採用することを求めた。SIの使用は、加盟国が公文書で「km/h」を「kilometres per hour」の略語として使用することを暗黙のうちに義務づけた。
1975年に発表されたもうひとつのEU指令は、欧州連合内の速度計の配置を規制するもので、「km/h」の文字をすべての言語で表示することを要求しているが、それが「kilometres per hour」の現地語の自然な略語ではない場合もある。例としては、以下のようなものがある。
- オランダ語：kilometer per uur
- ポルトガル語: quilómetro por hora
- ギリシャ語：χιλιόμετρα ανά ώρα

1988年、米国の国家幹線道路交通安全局 (NHTSA) は、速度計の表示に「MPH、km/h の一方もしくは両方」を使用することを規定した規則を公布した。2000年5月15日には「MPH を使う、またはMPHとkm/hの両方を使う」と明確化された。しかし、連邦自動車安全基準番号101（制御および表示）では、「大文字と小文字の任意の組み合わせ」で単位を表すことができるようになっている。

## 換算
- 3.6 km/h = 1 m/s（速度のSI組立単位・メートル毎秒）
- 1 km/h = 約0.277 78 m/s
- 1 km/h = 約0.621 37 マイル毎時 = 約0.911 34 フィート毎秒

|        | メートル毎秒 （SI単位） | キロメートル毎時 | ノット       | マイル毎時    | フィート毎秒  |
| ------ | ----------------------- | ---------------- | ------------ | ------------- | ------------- |
| 1 m/s  | = 1 m/s                 | = 3.6 km/h       | ≈ 1.9438 kt  | ≈ 2.2369 mph  | ≈ 3.2808 fps  |
| 1 km/h | ≈ 0.27778 m/s           | = 1 km/h         | ≈ 0.53996 kt | ≈ 0.62137 mph | ≈ 0.91134 fps |
| 1 kt   | ≈ 0.51444 m/s           | = 1.852 km/h     | = 1 海里/h   | ≈ 1.1508 mph  | ≈ 1.6878 fps  |
| 1 mph  | = 0.44704 m/s           | = 1.609344 km/h  | ≈ 0.8690 kt  | = 1 mi/h      | ≈ 1.4667 fps  |
| 1 fps  | = 0.3048 m/s            | = 1.09728 km/h   | ≈ 0.59248 kt | ≈ 0.68181 mph | = 1 ft/s      |